# Goniusa caseyi
Goniusa caseyi är en skalbaggsart som beskrevs av Vladimir I. Gusarov 2003. Goniusa caseyi ingår i släktet Goniusa och familjen kortvingar. Inga underarter finns listade i Catalogue of Life.